# Norvège aux Jeux olympiques d'été de 1968
La Norvège participe aux Jeux olympiques d'été de 1968 à Mexico. 46 athlètes norvégiens, 38 hommes et 8 femmes, ont participé à 36 compétitions dans 11 sports. Ils y ont obtenu deux médailles : une d'or et une d'argent.

## Médailles
| Médaille | Discipline  | Épreuve                                 | Athlète                                             | Performance | Date |
| -------- | ----------- | --------------------------------------- | --------------------------------------------------- | ----------- | ---- |
| Or       | Canoë-kayak | 1 000 mètres kayak quatre places hommes | Steinar Amundsen Tore Berger Egil Søby Jan Johansen |             |      |
| Argent   | Voile       | Star                                    | Peder Lunde, Jr. Per Wiken                          |             |      |